# Spodistes armstrongi
Spodistes armstrongi är en skalbaggsart som beskrevs av Roger Paul Dechambre 1994. Spodistes armstrongi ingår i släktet Spodistes och familjen Dynastidae. Inga underarter finns listade i Catalogue of Life.